# Mezzo pieno o mezzo vuoto
Mezzo pieno o mezzo vuoto è un singolo di Max Pezzali, il primo estratto dall'album dal vivo Max Live 2008, pubblicato il 2 maggio 2008.

## La canzone
Così Max descrive la canzone: 

## Video musicale
Il video ufficiale realizzato per il brano, diretto da Daniele Persica, è ispirato al celebre film Fight Club ed è stato pubblicato il 19 maggio 2008.

## Classifiche
| Classifica (2009) | Posizione massima |
| ----------------- | ----------------- |
| Italia            | 15                |